# Штјак
Штјак (словен. Štjak, итал. San Giacomo in Colle) је насељено место у општини Сежана, Обално-крашка регија, Словенија.

## Историја
До територијалне реорганизације у Словенији био је у саставу старе општине Сежана.

## Становништво
У попису становништва из 2011. године, Штјак је имао 59 становника.
| Број становника према пописима | Број становника према пописима | Број становника према пописима |
| ------------------------------ | ------------------------------ | ------------------------------ |
| 1991                           | 2002                           | 2011                           |
| 73                             | 50                             | 59                             |

## Галерија
- табла на улазу у насеље
- сеоске куће